# Tubipora musica
A Tubipora musica a virágállatok (Anthozoa) osztályának szarukorallok (Alcyonacea) rendjébe, ezen belül a Stolonifera alrendjébe és a Tubiporidae családjába tartozó faj.

## Előfordulása
A Tubipora musica Afrika keleti és délkeleti partjaitól kezdve, az Indiai-óceán déli felén keresztül, egészen a Csendes-óceán nyugati feléig megtalálható. A Vörös-tengerben is előfordul.

## Megjelenése
A megtisztított mészkőből álló váz élénk vörös vagy narancssárgás. Az élő telep viszont alig vehető észre a többi színesebb korall között, mivel a szürkés színű, nyolc karú polipok eltakarják a vázat. A polipok karjai tollszerű szűrőkkel vannak ellátva.

## Életmódja
Tengeri élőlény, mely a partok közelében levő sekély vizekben él. Az Asterocheres tubiporae, Asterocheres nudicoxus, Entomopsyllus stocki, Hemicyclops perinsignis, Hippomolgus cognatus, Hippomolgus latipes, Plesiomolgus conjunctus és Plesiomolgus organicus nevű evezőlábú rákok élősködnek ezen a szarukorallon. Az Eupolymniphilus brevicaudatus és Tubiporicola pediger nevű evezőlábú rákfajok, viszont szimbiózisban állnak vele; azonban még nem tudjuk, hogy a két állatcsoport mit nyer egymástól.

## Képek

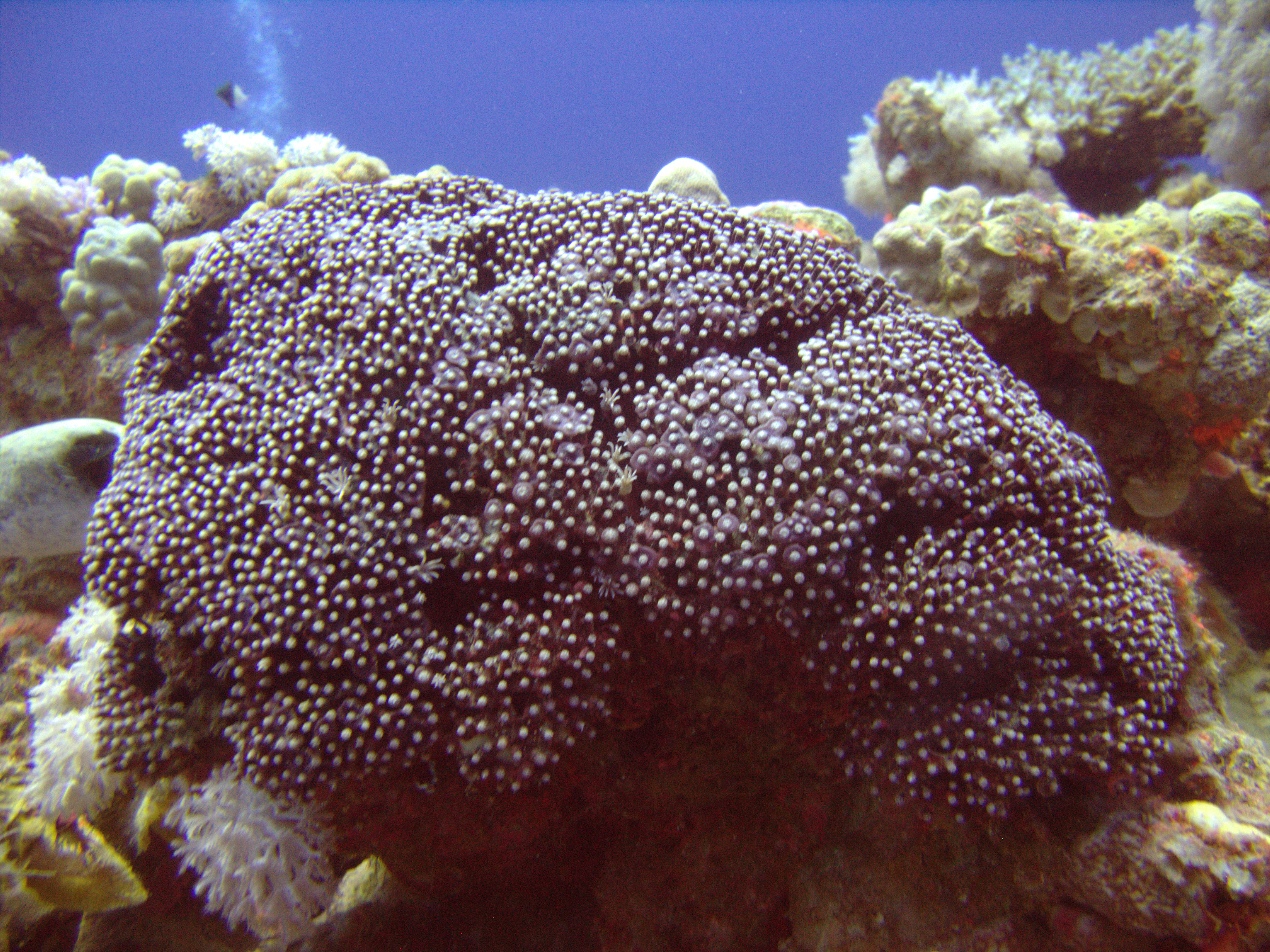
A szürkés polipok eltakarják
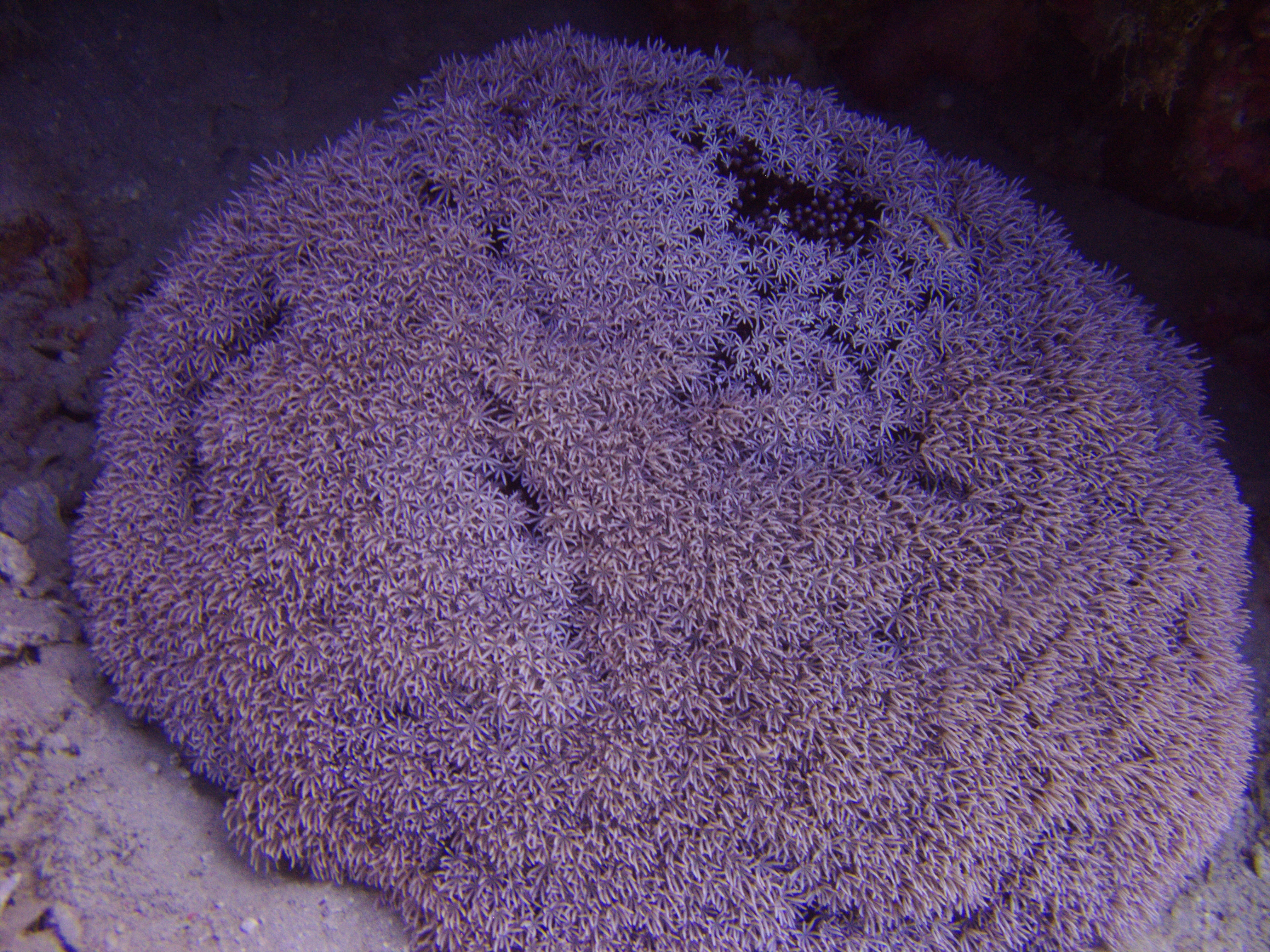
a rikító vázat
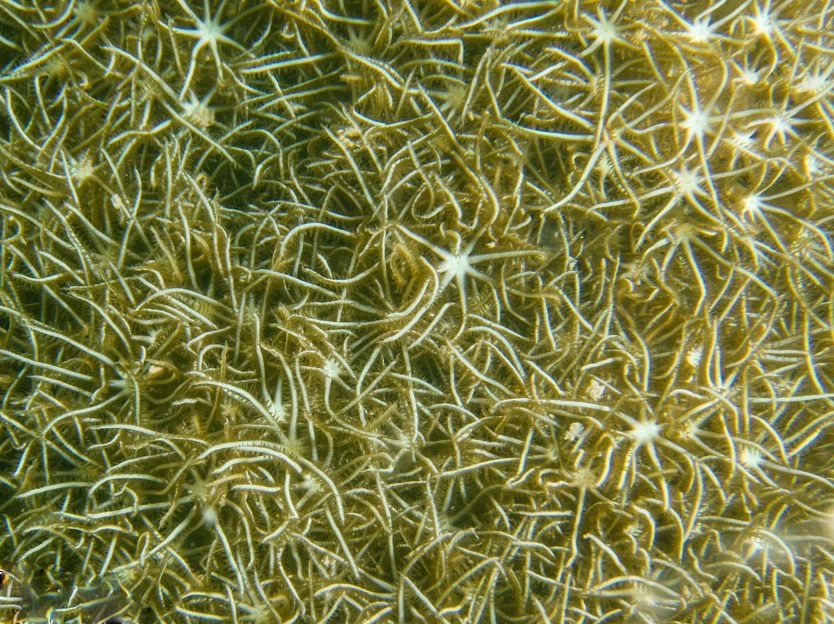
A polipok közelről, erős megvilágítás mellett
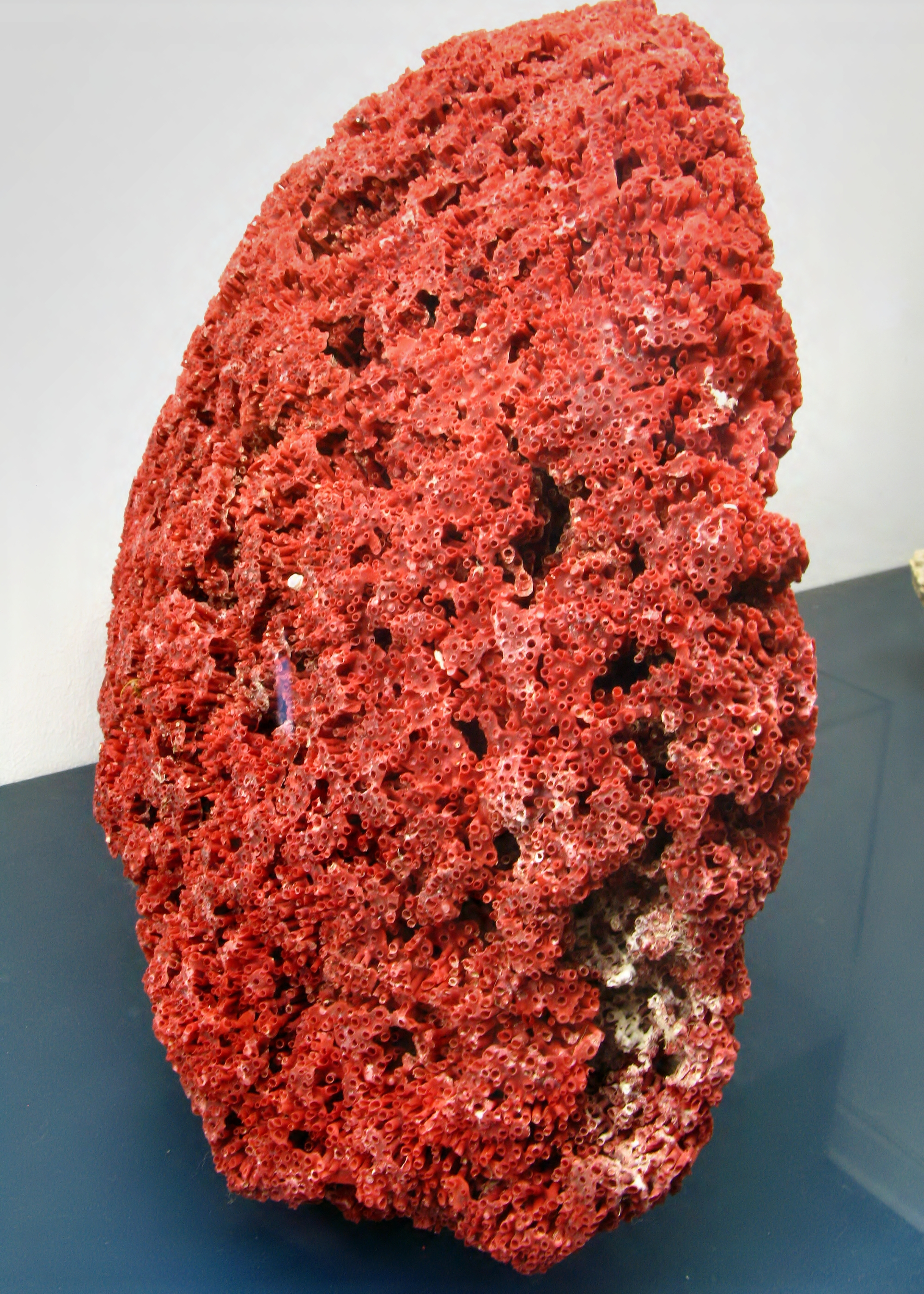
A vörös váz
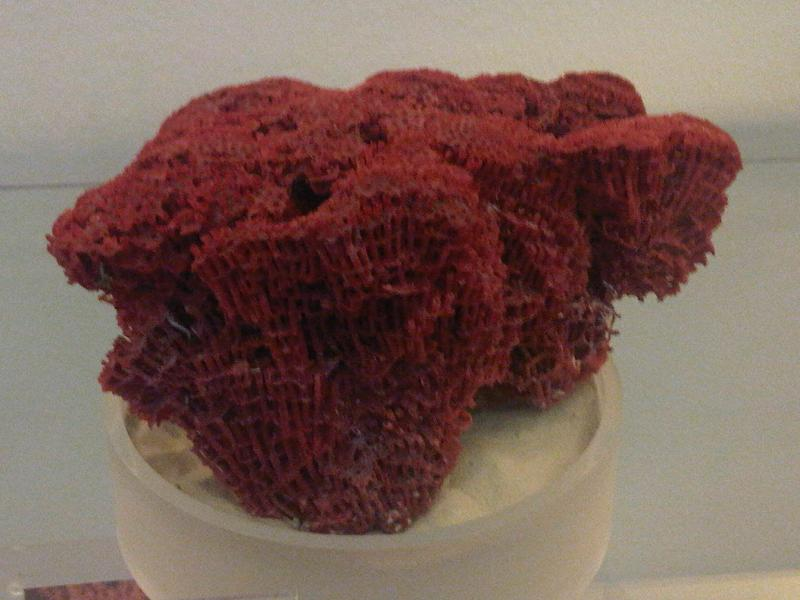
Tubipora musica a londoni Természettudományi Múzeumban